# Erstes Internationales Polarjahr

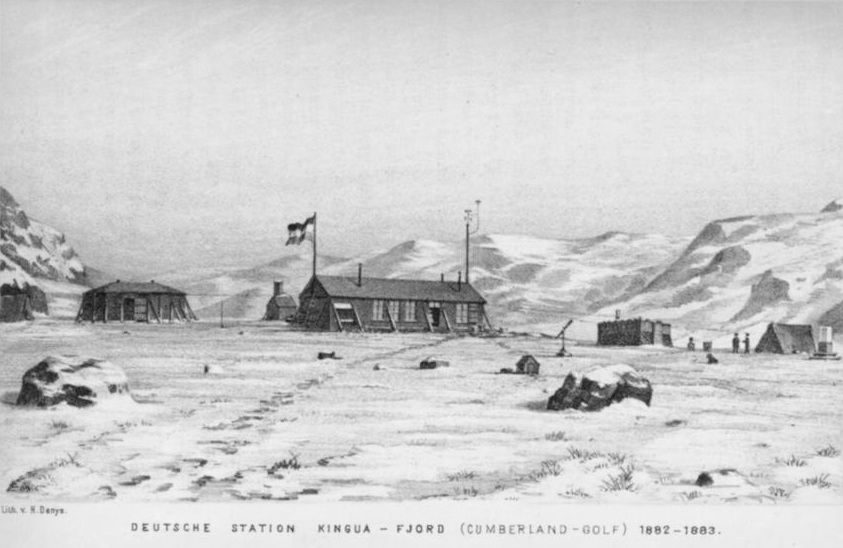
Die deutsche Station am Kingua-Fjord, Baffinland

Das Erste Internationale Polarjahr war ein gemeinsames Forschungsunternehmen europäischer Staaten und der USA zur Erforschung der Polargebiete. Es fand auf Anregung Carl Weyprechts vom Sommer 1882 bis zum Sommer 1883 statt. An 14 bemannten Stationen, davon zwölf in der Arktis, wurden nach einem vorher festgelegten Modus meteorologische und geomagnetische Messdaten über den Zeitraum von einem Jahr gesammelt.

## Geschichte

### Stand der Polarforschung in den 1870er Jahren
Seit den frühen Entdeckungsreisen des 16. Jahrhunderts, die europäische Kapitäne auf der Suche nach einem alternativen Seeweg nach Ostasien in die Arktis geführt hatten, hatte sich der Charakter von Polarfahrten in der zweiten Hälfte des 19. Jahrhunderts gewandelt. In den 1870er Jahren wurde von einer Polarexpedition erwartet, dass sie eine Vielzahl wissenschaftlicher Beobachtungen astronomischer, geophysikalischer, meteorologischer, zoologischer oder ozeanografischer Natur vornahm. Obwohl die Expeditionsteams oft multinational zusammengesetzt waren, gab es kaum eine internationale Zusammenarbeit. Verbreitet war eine Rivalität zwischen den verschiedenen Expeditionen ebenso wie zwischen den verschiedenen Staaten. Vorrangige Ziele waren geografische Entdeckungen, das Erreichen des Nordpols oder die Meisterung der Nordwest- oder Nordostpassage. Wissenschaftliche Beobachtungen standen erst an zweiter Stelle.

### Vorbereitung

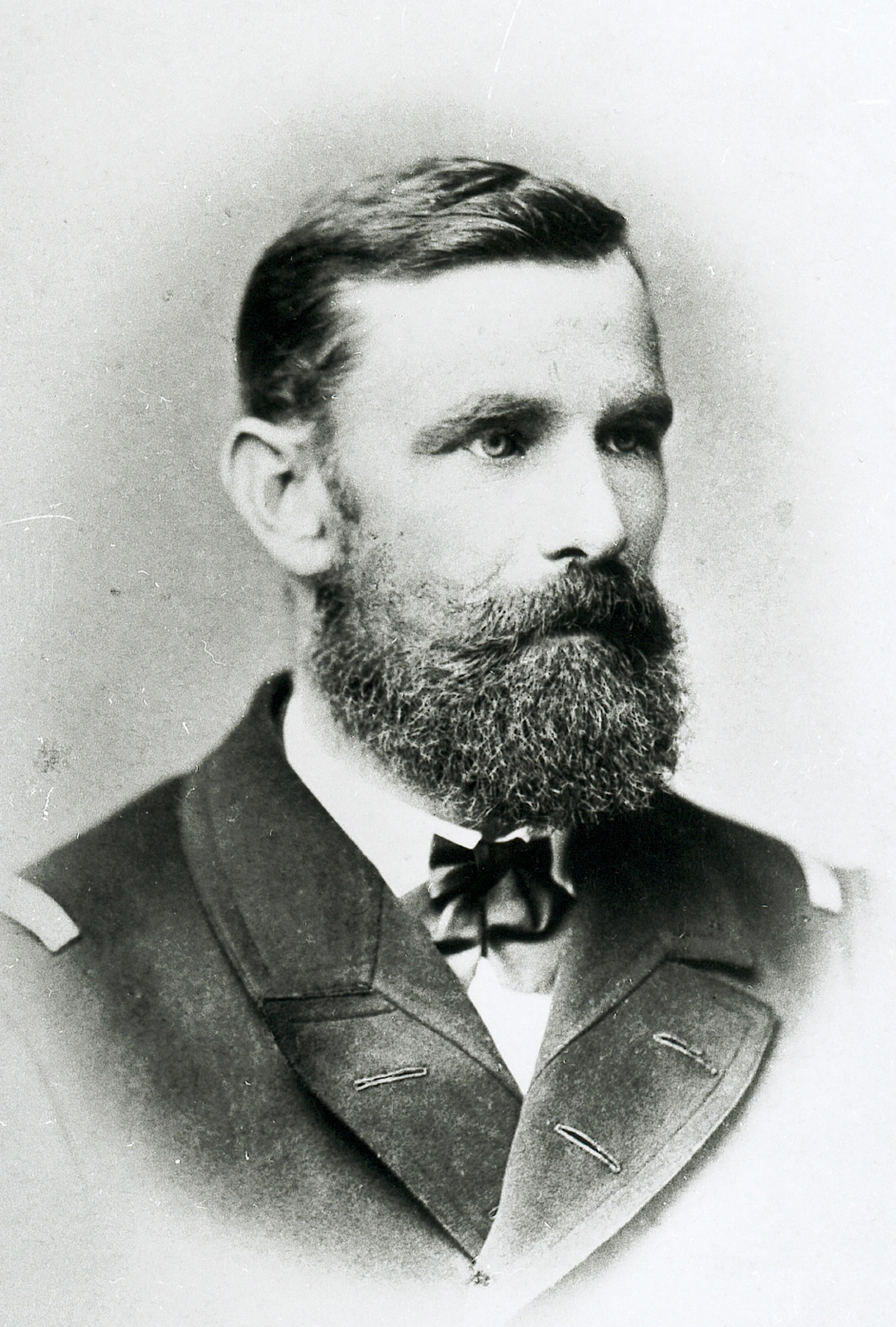
Carl Weyprecht (1838–1881)

Die Idee einer international koordinierten wissenschaftlichen Erforschung der Polarregionen entstand Anfang der 1870er Jahre. Schon der erste Internationale Meteorologenkongress in der Wiener Zentralanstalt für Meteorologie und Geodynamik auf der Hohen Warte empfahl 1873 die Einrichtung meteorologischer Stationen in den Polargebieten. Als Inspirator des 1. Polarjahrs gilt aber Carl Weyprecht, ein deutscher Marineoffizier in Diensten Österreich-Ungarns, der gemeinsam mit Julius Payer die Österreichisch-Ungarische Nordpolexpedition von 1872 bis 1874 geleitet hatte. Weyprecht stellte in einem Vortrag am 18. September 1875 auf der 48. Versammlung der Gesellschaft Deutscher Naturforscher und Ärzte in Graz seine Grundprincipien der arktischen Forschung vor. Er vertrat die Ansicht, dass „die arktische Forschung für die Kenntnis von den Naturgesetzen von höchster Bedeutung“ sei, vereinzelte Beobachtungsreihen aber nur relativen Wert hätten. Gleichzeitig stellte er klar, dass der geographische Pol für die Wissenschaft keine größere Bedeutung besitzt als jeder andere in höheren Breiten gelegene Punkt.
Am 5. Oktober 1879 konstituierte sich in Hamburg die Internationale Polarkommission, zu deren erstem Vorsitzenden der deutsche Geophysiker Georg von Neumayer gewählt wurde. Der ursprüngliche Plan, das Polarjahr bereits im Jahr 1881 beginnen zu lassen, für das man ein Sonnenfleckenmaximum erwartete, erwies sich als undurchführbar, da bis Mai 1880 erst vier Länder (Dänemark, Österreich-Ungarn, Russland und Norwegen) ihre Teilnahme verbindlich zugesagt hatten, Norwegen auch nur unter der Bedingung, dass mindestens acht Stationen zusammenkämen. Da von Neumayer die Unterstützung seiner Regierung noch nicht gefunden hatte, ging der Vorsitz der Polarkommission an Heinrich von Wild über, den Direktor des Physikalischen Zentralobservatoriums Sankt Petersburg, dem es gelang, die russische Regierung dazu zu bewegen, eine zweite Station zuzusagen. Mit der Beteiligung der USA gelang im Frühjahr 1881 der organisatorische Durchbruch. Bis zum Frühjahr 1882 lag die Verpflichtung von elf Staaten zum Betrieb von 14 Stationen vor, davon zwei auf der Südhalbkugel.
Im August 1881 einigten sich die Teilnehmer der 3. Internationalen Polarkonferenz in Sankt Petersburg darauf, vom 1. August 1882 bis zum 31. August 1883 schwerpunktmäßig Arbeiten auf den Gebieten der Meteorologie und des Geomagnetismus sowie zur Erforschung des Polarlichts durchzuführen. So sollten zum Beispiel stündlich Wetterbeobachtungen vorgenommen werden, die unter anderem die Messung der Temperatur, des Luftdrucks, der Luftfeuchte und der Windgeschwindigkeit beinhalteten. Am 1. und 15. jedes Monats sollten die Messungen über einen Zeitraum von 24 Stunden im Fünf-Minuten-Abstand erfolgen.

### Durchführung

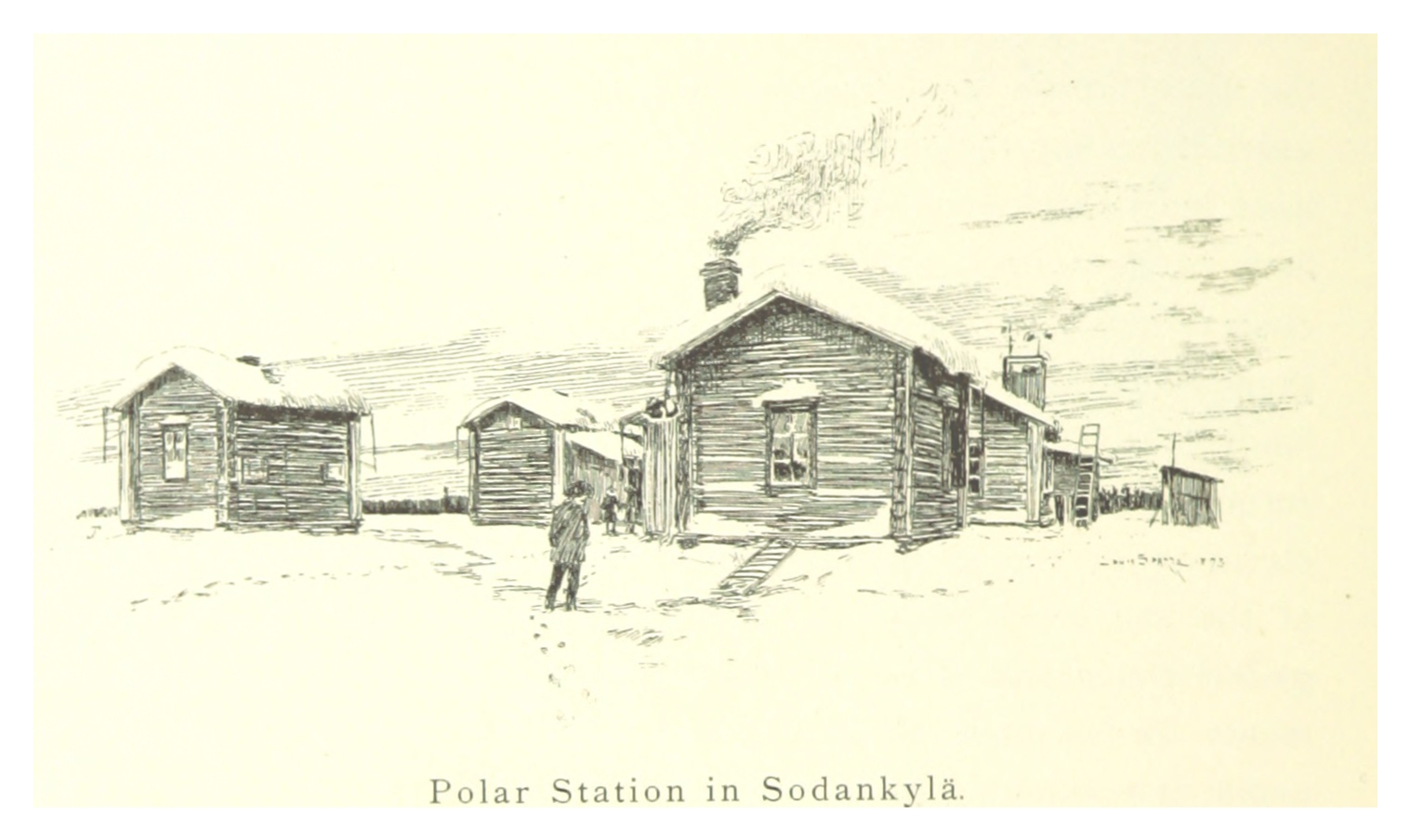
Die finnische Station Sodankylä in Lappland

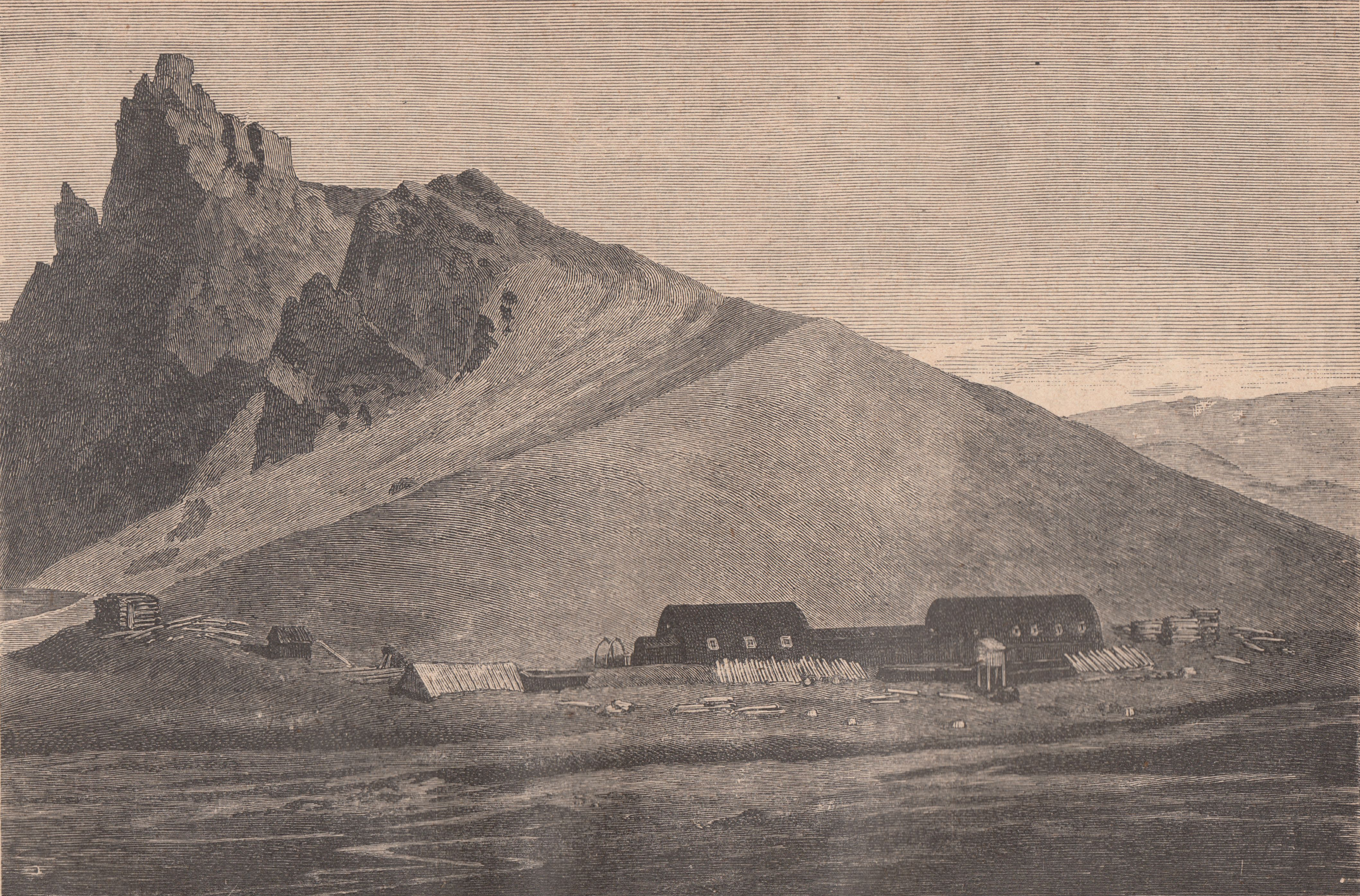
Die Station der Österreicher auf der Insel Jan Mayen

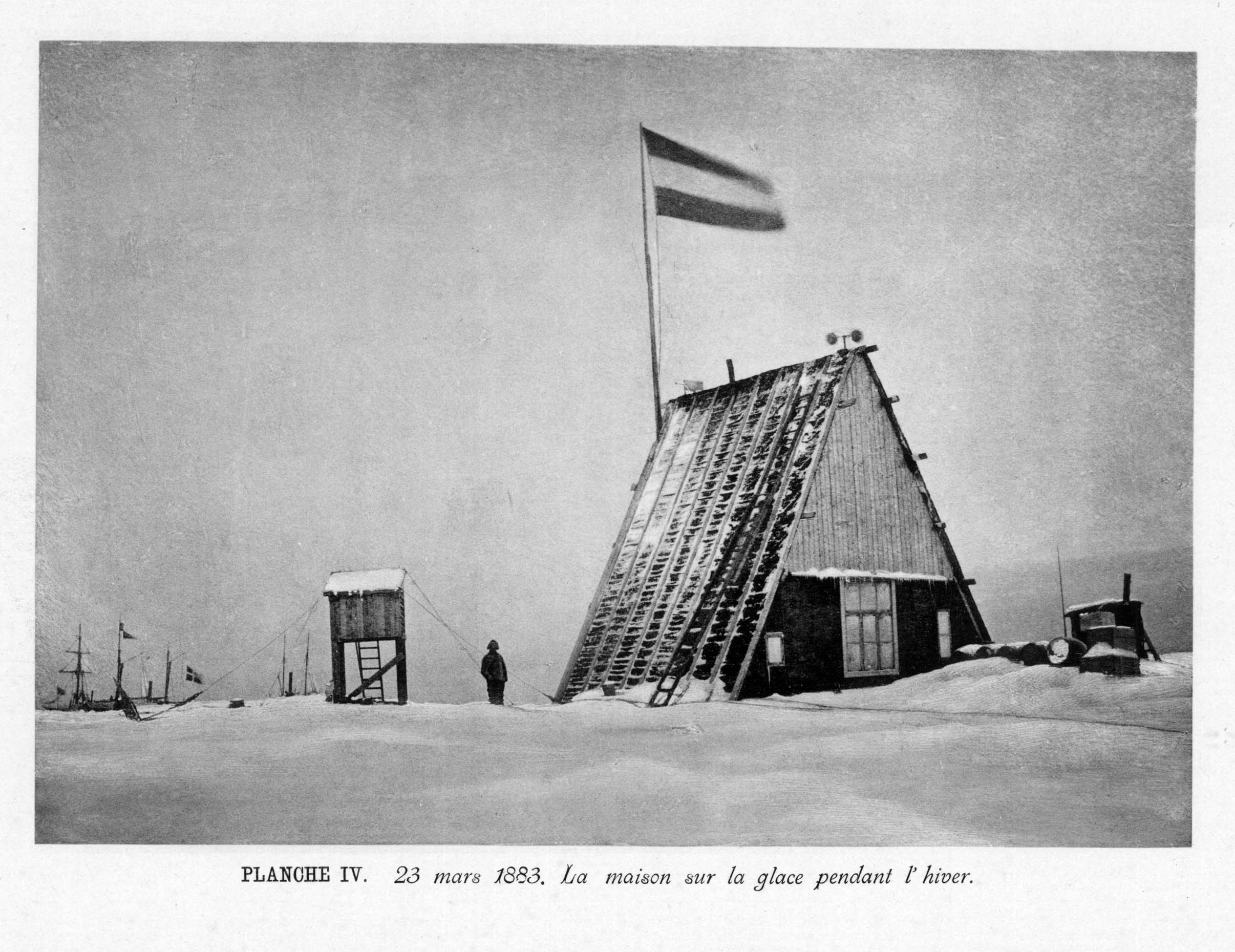
Niederländische Station auf dem Packeis der Karasee

Die US-amerikanische Expedition nach Fort Conger nahm bereits im Sommer 1881 ihre Arbeit auf. Die anderen Beobachtungsstationen wurden 1882 in Betrieb genommen und arbeiteten nach dem vorgesehenen Programm. Nur die niederländische Expedition erreichte ihren vorgesehenen Stationsort Dikson an der Mündung des Jenissei in Sibirien aufgrund schwieriger Eisverhältnisse in der Karasee nicht. Die Station wurde daraufhin auf dem Packeis errichtet und nahm die geplanten meteorologischen Beobachtungen vor. Auf geomagnetische Messungen musste aber verzichtet werden. Das Expeditionsschiff Varna wurde 1883 aufgegeben. Die Teilnehmer der Expedition konnten sich im August 1883 nach 24-tägigem Fußmarsch über das Eis auf die Insel Waigatsch retten, wo sie von mehreren Schiffen entdeckt wurden.
Tragisch endete das Unternehmen für die Besatzung der nördlichsten Station unter ihrem Leiter Adolphus Greely. Nachdem das Versorgungsschiff Fort Conger 1882 nicht erreicht hatte, gelang es 1883 auch nicht, die Teilnehmer zurückzuholen. Greely schloss die Station daraufhin am 7. August 1883 und begab sich mit seinen Männern auf den Fußmarsch zum Smithsund. Die Überwinterung am Kap Sabine auf Pim Island ohne ausreichende Nahrungsreserven überlebten schließlich nur 7 der 25 Männer. Sie wurden im Juni 1884 gerettet.
| Land              | Ort                                 | Koordinaten           | Leiter                  |
| ----------------- | ----------------------------------- | --------------------- | ----------------------- |
| Dänemark          | Godthaab, Westgrönland              | 64° 11′ N, 51° 44′ W  | A. Paulsen              |
| Deutschland       | Kingua-Fjord, Baffininsel           | 66° 36′ N, 67° 19′ W  | W. Giese                |
| Deutschland       | Moltke-Hafen, Südgeorgien           | 54° 31′ S, 36° 1′ W   | C. Schrader             |
| Finnland          | Sodankylä, Nordfinnland             | 67° 24′ N, 26° 36′ O  | S. Lemström, E. Biese   |
| Frankreich        | Orange Bay, Feuerland               | 55° 31′ S, 68° 5′ W   | J. L. Courcelle-Seneuil |
| Großbritannien    | Fort Rae, Großer Sklavensee, Kanada | 62° 39′ N, 115° 44′ W | H. Ph. Dawson           |
| Niederlande       | Karasee                             | 71° 0′ N, 63° 0′ O    | M. Snellen              |
| Norwegen          | Bossekop, Nordnorwegen              | 69° 57′ N, 23° 15′ O  | A. Steen                |
| Österreich-Ungarn | Wilczek-Thal, Jan Mayen             | 71° 0′ N, 8° 28′ W    | E. von Wohlgemuth       |
| Russland          | Sagastyr, Lenadelta                 | 73° 23′ N, 126° 35′ O | N. Jürgens              |
| Russland          | Malyje Karmakuly, Nowaja Semlja     | 72° 22′ N, 52° 36′ O  | K. P. Andrejew          |
| Schweden          | Kap Thordsen, Spitzbergen           | 78° 28′ N, 15° 42′ O  | N. G. Ekholm            |
| USA               | Point Barrow, Alaska                | 71° 18′ N, 156° 50′ W | P. H. Ray               |
| USA               | Fort Conger, Ellesmere-Insel        | 81° 44′ N, 64° 45′ W  | A. W. Greely            |

## Ergebnisse
Auf ihrer 4. Tagung vom 17. bis 24. April 1884 in Wien beschloss die Polarkommission, die meteorologischen und geophysikalischen Daten der einzelnen Stationen in einem einheitlichen Format bis 1885 zu veröffentlichen. Die Bearbeitung der Ergebnisse zog sich aber noch lange hin, bis 1910 die letzte Publikation erschien. Eine zusammenfassende Darstellung der Ergebnisse aller Stationen erschien nicht. Die Polarkommission trat noch einmal 1891 zusammen und löste sich dann auf.
Das Erste Internationale Polarjahr brachte eine Reihe interessanter Einzelergebnisse, besondere Bedeutung kommt ihm aber auf dem Gebiet der Wissenschaftspolitik zu. Eine internationale Forschungskooperation dieses Ausmaßes hatte es vorher nicht gegeben. Die Polarforschung wurde aber, zumindest in den Augen der Öffentlichkeit, weiter vom Wettlauf zum Nordpol dominiert.

## Weitere Internationale Polarjahre
50 Jahre später (1932–1933) fand das 2. Polarjahr statt. Das Internationale Geophysikalische Jahr wurde vom IPY inspiriert und fand mit dem 3. Polarjahr (1957–1958) statt. Das 4. Polarjahr begann im März 2007 und dauerte bis März 2009.